# La Chapelle-en-Juger
La Chapelle-en-Juger ist eine Ortschaft und eine ehemalige französische Gemeinde mit 647 Einwohnern (Stand 1. Januar 2022) im Département Manche in der Region Normandie. Sie gehörte zum Arrondissement Saint-Lô und zum Kanton Saint-Lô-1.
Mit Wirkung vom 1. Januar 2016 wurden die früheren Gemeinden Hébécrevon und La Chapelle-en-Juger zur Commune nouvelle Thèreval zusammengelegt und haben dort den Status einer Commune déléguée. Der Verwaltungssitz befindet sich im Ort Hébécrevon.

## Lage
Nachbarorte von La Chapelle-en-Juger sind Le Mesnil-Eury im Nordwesten, Les Champs-de-Losque im Norden, Amigny und Pont-Hébert (Berührungspunkt) im Nordosten, Hébécrevon im Osten, Le Mesnil-Amey im Süden, Marigny-Le-Lozon mit Marigny im Südwesten und Montreuil-sur-Lozon im Westen.

## Bevölkerungsentwicklung
| Jahr      | 1962 | 1968 | 1975 | 1982 | 1990 | 1999 | 2008 | 2015 |
| --------- | ---- | ---- | ---- | ---- | ---- | ---- | ---- | ---- |
| Einwohner | 576  | 514  | 490  | 445  | 592  | 625  | 659  | 656  |

## Sehenswürdigkeiten

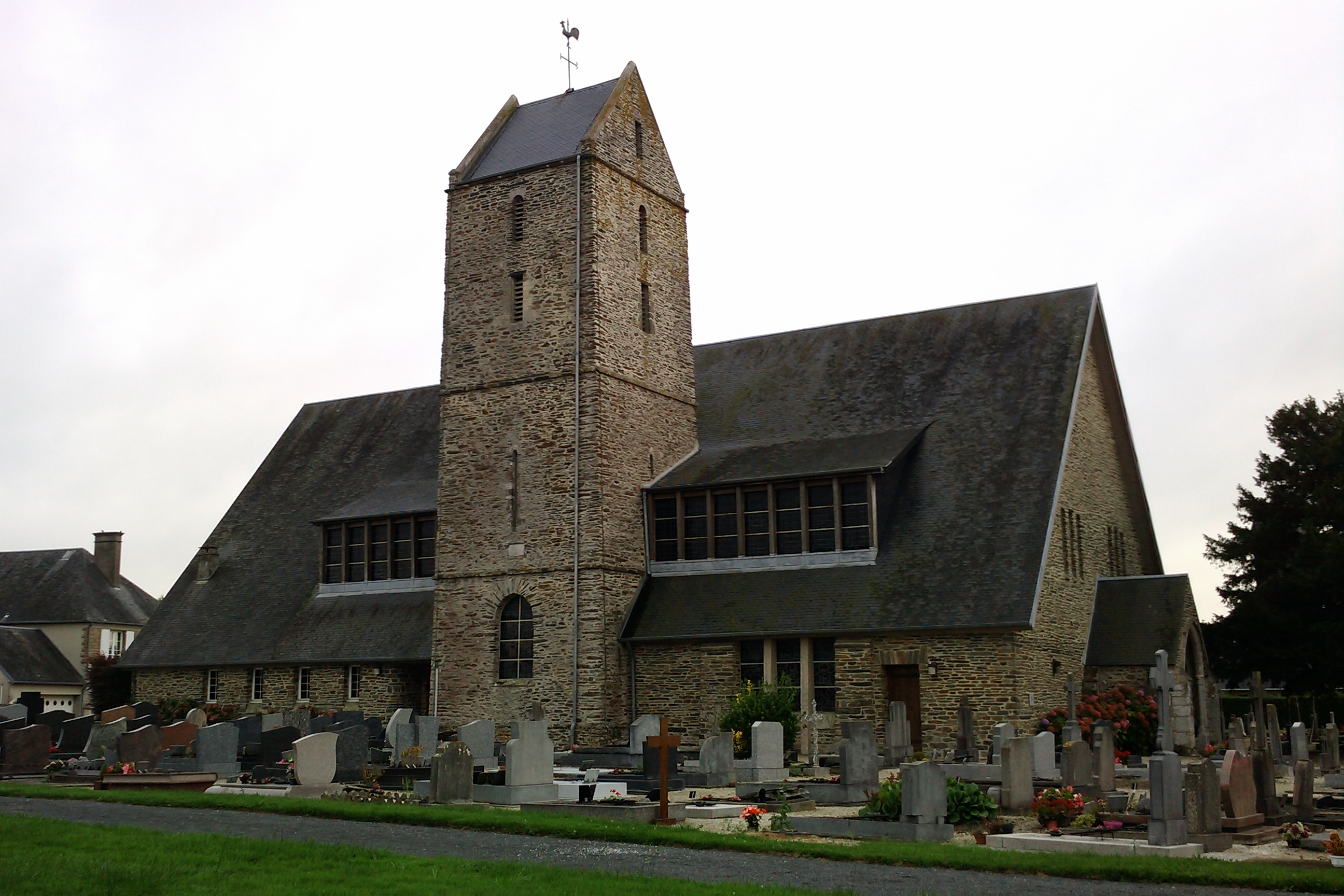
Kirche Saint-Pierre
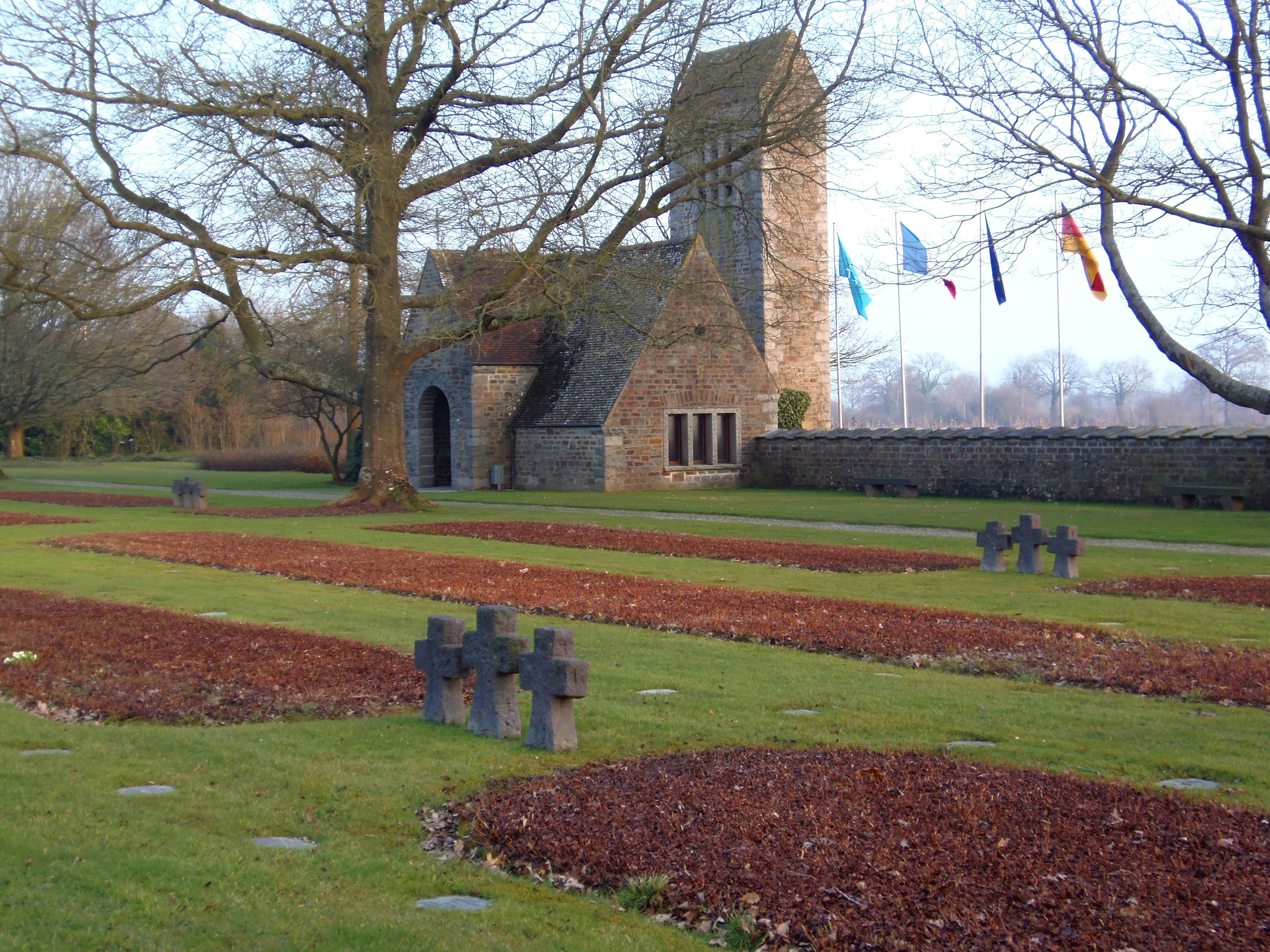
Militärfriedhof
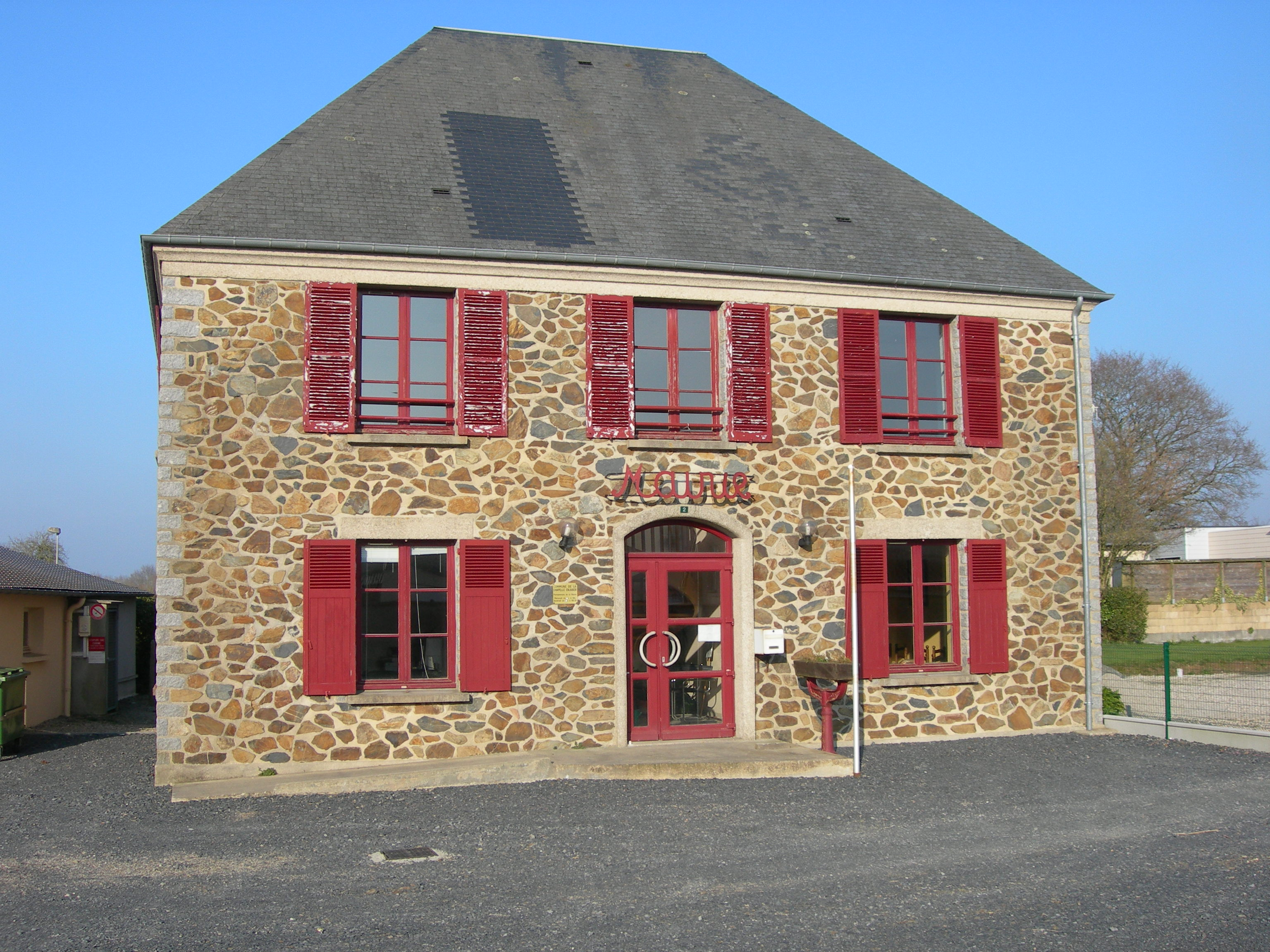
Ehemalige Mairie

- Kirche Saint-Pierre
- Militärfriedhof
- Ehemalige Mairie